# ۹ سپتامبر
۹ سپتامبر در تقویم گرگوری، دویست و پنجاه و دومین (در سال‌های کبیسه دویست و پنجاه و سومین) روز سال است. ۱۱۳ روز تا پایان سال باقی است.

## رویدادها
- ۱۹۶۰ – بغداد - ایران و کویت و عربستان سعودی و ونزوئلا به همراه کشور میزبان عراق اوپک را بنیان می‌نهند.
- -2012 - بغداد - موج حملات و انفجارات سرتاسر شهرهای عراقی ده ها کشته بجای گذاشت.[۱]

## زادروزها
- ۱۴۲۷ - توماس دی روس، نهمین بارون دی روس، فرزند ارشد هشتمین بارون دی راس. (درگذشتهٔ ۱۴۶۴)
- ۱۸۲۸ - لئو تولستوی، نویسندهٔ اهل روسیه. (درگذشتهٔ ۱۹۱۰)
- ۱۸۹۰ - کلنل سندرز، کارآفرین اهل ایالات متحده آمریکا. (درگذشتهٔ ۱۹۸۰)
- ۱۸۹۹ - نیل همیلتون، بازیگر اهل ایالات متحده آمریکا. (درگذشتهٔ ۱۹۸۴)
- ۱۹۲۳ - کلیف رابرتسون، بازیگر اهل ایالات متحده آمریکا. (درگذشتهٔ ۲۰۱۱)
- ۱۹۳۱ - زلتان لاتینوویچ، بازیگر اهل مجارستان.
- ۱۹۲۴ - راسل ام. نلسن، نویسندهٔ آمریکایی.
- ۱۹۴۱ - سید عبید علی، بازیکن کریکت اهل هند.
- ۱۹۴۱ - دنیس ریچی، دانشمند رایانه و خالق زبان برنامه‌نویسی سی. (درگذشتهٔ ۲۰۱۱)
- ۱۹۴۵ - دی دی شارپ، موسیقی‌دان اهل ایالات متحده آمریکا.
- ۱۹۴۹ - سوسیلو بامبانگ یودهویونو، سیاستمدار اهل اندونزی.
- ۱۹۵۰ - ابراهیم احمد عبد ستار محمد التکریتی، نظامی اهل عراق. (درگذشتهٔ ۲۰۱۰)
- ۱۹۵۲ - دیو استیوارت، خواننده، ترانه‌سرا و موسیقی‌دان اهل انگلستان.
- ۱۹۵۵ - جان کریسفلوسی، کارگردان، تهیه‌کننده و صدا پیشه اهل کانادا.
- ۱۹۶۰ - هیو گرانت، بازیگر انگلیسی.
- ۱۹۶۵ - چارلز استن، بازیگر و خوانندهٔ اهل ایالات متحده آمریکا.
- ۱۹۶۵ - کنستانس ماری، بازیگر اهل ایالات متحده آمریکا.
- ۱۹۷۲ - میریام اورمانس، تنیس‌باز اهل هلند.
- ۱۹۷۷ - فاتح تکه، بازیکن فوتبال اهل ترکیه.
- ۱۹۸۳ - ویتولو، بازیکن فوتبال اهل اسپانیا.
- ۱۹۹۱ - کلسی چو، بازیگر اهل ایالات متحده آمریکا.
- ۱۹۹۱ - اسکار، بازیکن فوتبال اهل برزیل.

## درگذشتگان
- ۱۶۱۲ - ناکاگاوا هیده‌ناری، سامورایی اهل ژاپن. (زادهٔ ۱۵۷۰)
- ۱۸۹۸ - استفان مالارمه، شاعر و منتقد فرانسوی. (زادهٔ ۱۸۴۲)
- ۱۹۳۴ - راجر فرای، نقاش اهل انگلستان. (زادهٔ ۱۸۶۶)
- ۱۹۶۳ - ادوین لینکومیس، سیاستمدار اهل فنلاند. (زادهٔ ۱۸۹۴)
- ۱۹۷۴ - عبدالحمید شومان، اقتصاددان، تاجر، نیکوکار و بانکدار فلسطینی. [۲]
- ۱۹۸۴ - ییلماز گونی، بازیگر و کارگردان اهل ترکیه. (زادهٔ ۱۹۳۷)
- ۱۹۹۴ - پاتریک اونیل، بازیگر اهل ایالات متحده آمریکا. (زادهٔ ۱۹۲۷)
- ۱۹۹۷ - بورگس مریدیت، کارگردان، تهیه‌کننده و بازیگر اهل ایالات متحده آمریکا. (زادهٔ ۱۹۰۷)
- ۲۰۰۱ - احمد شاه مسعود، سیاستمدار اهل افغانستان. (زادهٔ ۱۹۵۳)
- ۲۰۰۳ - ادوارد تلر، فیزیک‌دان مجاری-آمریکایی. (زادهٔ ۱۹۰۸)
- ۲۰۰۶ - مت گدزبی، بازیکن فوتبال اهل بریتانیا. (زادهٔ ۱۹۷۹)
- ۲۰۲۴ - جیمز ارل جونز، بازیگر اهل ایالات متحده آمریکا. (زادهٔ ۱۹۳۱)